# Torrefactie
Torrefactie (ook: roosten) is een thermochemisch proces dat onder meer wordt toegepast op biomassa, om het geschikter te maken voor het gebruik als brandstof. Het proces is vergelijkbaar met pyrolyse, maar maakt gebruik van een lagere temperatuur (200-400°C). Het resulteert in een brandstof die qua eigenschappen veel lijkt op steenkool. Het woord 'torrefactie' is afgeleid van het Franse 'torrefier', wat roosteren betekent. 

## Proces
Torrefactie vindt plaats in een omgeving zonder zuurstof (anaeroob) met gewone luchtdruk, waar de biomassa wordt verhit tot een temperatuur tussen 200°C en 400°C. Tijdens de torrefactie wordt de biomassa uitgedroogd en verliest het een deel van de vluchtige stoffen die het bevat. Ook wordt de lignocellulose deels afgebroken en omgezet in gassen. De vrijkomende gassen kunnen onmiddellijk worden ingezet om de verhitting in stand te houden, wat leidt tot een energiezuinig proces.
Er bestaan verschillende soorten reactoren die worden gebruikt voor torrefactie:
- Roterende trommel
- Schroefreactor
- Multiple Hearth Furnace (MHF)
- Torbed
- Bewegend compact bed
- Banddroger

## Product
Het resultaat van torrefactie toegepast op biomassa wordt bio-kool genoemd. Bio-kool deelt veel eigenschappen met steenkool, waardoor het gemakkelijk in bestaande steenkool infrastructuren ingepast kan worden. Ook is het geschikt om te vermengen met de steenkool in kolencentrales (bijstoken). Door torrefactie toe te passen wordt de calorische waarde van hout verhoogd, maar zoveel mogelijk vluchtige gassen en koolstof wordt behouden. De gecontroleerde omstandigheden bij torrefactie voorkomen verkoling, waardoor bio-kool veel meer energetische waarde heeft dan houtskool. 
|                                | Hout       | Houtpellets | Torrefactie-pellets | Houtskool | Steenkool   |
| ------------------------------ | ---------- | ----------- | ------------------- | --------- | ----------- |
| Vochtgehalte (% wt)            | 30 - 35    | 7 - 10      | 1 - 5               | 1 - 5     | 10 - 15     |
| Calorische waarde (MJ/kg)      | 9 - 12     | 15 - 16     | 20 - 24             | 30 - 32   | 23 - 28     |
| Vluchtige bestandsdelen (% db) | 70 - 75    | 70 - 75     | 55 - 65             | 10 -12    | 15 - 30     |
| Vaste koolstof (% db)          | 20 -25     | 20 - 25     | 28 - 35             | 85 - 87   | 50 - 55     |
| Dichtheid (kg/l)               | 0,2 - 0,25 | 0,55 - 0,75 | 0,75 - 0,85         | ~0,20     | 0,8 - 0,85  |
| Energetische dichtheid (GJ/m3) | 2,0 - 3,0  | 7,5 - 10,4  | 15,0 - 18,7         | 6 - 6,4   | 18,4 - 23,8 |
| Stof                           | gemiddeld  | beperkt     | beperkt             | hoog      | beperkt     |
| Hydro scoptische eigenschappen | hydrofiel  | hydrofiel   | hydrofoob           | hydrofoob | hydrofoob   |
| Biologische degradatie         | ja         | ja          | nee                 | nee       | nee         |
| Maalgedrag                     | speciaal   | speciaal    | klassiek            | klassiek  | klassiek    |
| Hanteerbaarheid                | speciaal   | speciaal    | makkelijk           | makkelijk | makkelijk   |
| Constantheid                   | beperkt    | hoog        | hoog                | hoog      | hoog        |

Zoals uit de tabel blijkt, heeft getorreficeerde biomassa enkele voordelen ten opzichte van niet-getorreficeerd hout of houtige biomassa voor het gebruik als brandstof:
Pers- en maalbaarheidNa torrefactie is de biomassa brozer geworden door de afbraak van de cellulose, hemi-cellulose en lignine (lignocellulose), die zorgen voor de stevige, vezelachtige structuur. Dit zorgt ervoor dat de biomassa na torrefactie makkelijker te vermalen is, iets dat van belang is bij bijvoorbeeld de bijstook van biomassa in kolencentrales. De hamermolens die de brandstof bij kolencentrales vermalen hoeven zo veel minder energie te verbruiken dan bij niet-getorreficeerde biomassa. Ook het samenpersen tot pellets wordt om dezelfde redenen makkelijker, hoewel er bij bepaalde biomassa-soorten mogelijk extra bindende stoffen toegevoegd moeten worden om de stevigheid te waarborgen.
TransportOmdat tijdens torrefactie vocht en vluchtige bestanddelen uit de biomassa worden onttrokken, neemt de massa van de biomassa af. Het volume blijft echter nagenoeg gelijk. Door de getorreficeerde biomassa vervolgens te pelleteren kan de energiedichtheid zeer sterk worden vergroot (vijf à zes keer groter), zodat het transport veel efficiënter wordt dan dat van onbehandelde biomassa.
OpslagGetorreficeerde biomassa in pellet-vorm vergt door de hoge energiedichtheid veel minder opslagruimte voor dezelfde hoeveelheid energie dan onbehandelde biomassa. Bovendien verliest de biomassa tijdens het torrefactie-proces grotendeels het vermogen om water op te nemen, zodat ook het opslaan in de buitenlucht voor langere perioden mogelijk is zonder dat er rotting, broei of andere schadelijke reacties optreden.
FlexibiliteitIn potentie kan torrefactie op zeer veel verschillende soorten biomassa worden toegepast, zodat ook het vermengen van verschillende biomassa-bronnen tot een uniforme brandstof wellicht mogelijk is. Er is hier momenteel weinig praktijkervaring mee opgedaan, zodat torrefactie nu nog voornamelijk wordt toegepast op hout of houtige biomassa.